# 4364 Shkodrov
4364 Shkodrov este un asteroid din centura principală, descoperit pe 7 noiembrie 1978, de Eleanor Helin și Schelte Bus.